# Campo Uno (Durango)
Campo Uno ist eine Ortschaft im Departamento Santa Cruz im Tiefland des südamerikanischen Anden-Staates Bolivien. Sie ist Teil der Colonia Menonita Durango, die im Jahr 1994 durch mennonitische Zuwanderer gegründet wurde.

## Lage im Nahraum
Campo Uno ist eine ländliche Streusiedlung im Kanton Charagua im Municipio Charagua in der Provinz Cordillera. Die Siedlung liegt auf einer Höhe von etwa 578 m in dem landwirtschaftlich intensiv genutzten Gebiet der Colonia Durango, die eine Fläche von 137,41 Quadratkilometern umfasst.

## Geographie
Campo Uno liegt im bolivianischen Tiefland östlich der Vorgebirgsketten der südlichen Cordillera Central und ist Teil der Region Gran Chaco. Das Klima ist subtropisch und semihumid, die Temperaturen schwanken im Tagesverlauf und im Jahresverlauf nur begrenzt.
Die Jahresdurchschnittstemperatur in dem Municipio beträgt 22 °C, mit monatlichen Durchschnittstemperaturen zwischen 17 °C im Juni und Juli und 25 °C von November bis Januar (siehe Klimadiagramm Charagua). Der Jahresniederschlag beträgt etwa 700 mm, der Trockenzeit von Mai bis Oktober steht eine ausgeprägte Feuchtezeit von Dezember bis März gegenüber, in der die durchschnittlichen Monatswerte 130 bis 140 mm erreichen können.

## Verkehrsnetz
Campo Uno liegt 305 Straßenkilometer südlich von Santa Cruz, der Hauptstadt des Departamentos.
Von Santa Cruz führt die asphaltierte Nationalstraße Ruta 9 über 318 Kilometer in südlicher Richtung über Cabezas bis Abapó. Dort führt die Ruta 36 weiter in südlicher Richtung und erreicht über El Espino die Stadt Charagua und führt weiter nach Boyuibe.
In Charagua zweigt eine Landstraße in östlicher Richtung von der Ruta 36 ab und führt über Estación Charagua und den anschließenden „Camino Aizozo“ in das mennonitische Siedlungsgebiet der Colonia Durango.

## Bevölkerung
Die Einwohnerzahl der Region ist vor allem in der Erschließungsphase durch die mennonitische Zuwanderung in den 1990er Jahren stark angewachsen, inzwischen schwankt die Zahl der Einwohner von Jahrzehnt zu Jahrzehnt stark:
| Jahr | Einwohner         | Quelle       |
| ---- | ----------------- | ------------ |
| 1992 | –                 | Volkszählung |
| 2001 | keine Detaildaten | Volkszählung |
| 2012 | 1033              | Volkszählung |
| 2024 |                   | Volkszählung |